# 多脉青冈
多脉青冈（学名：Cyclobalanopsis multinervis）为壳斗科青冈属下的一个种。